# Special Olympics World Winter Games 2001
Die 7. Special Olympics World Winter Games fanden vom 4. bis 11. März 2001 in Anchorage, Alaska, statt. Die Spiele waren das größte internationale Sportereignis in Alaska. 

## Bewerbungen
Um die Austragung der Spiele hatten sich außer Anchorage auch Salt Lake City, Vail und Lake Placid beworben.

## Sportarten und Wettkampfstätten
Die Wettkämpfe wurden in Anchorage, Eagle River und Girdwood ausgetragen.
Bei der Veranstaltung waren sieben Sportarten vertreten:
- Eiskunstlauf: Tesoro Sports Center
- Hallenhockey
- Ski Alpin
- Skilanglauf
- Eisschnelllauf: McDonald Center
- Schneeschuhlaufen
- Snowboard

## Teilnehmer
Über 2.750 Athleten und Trainer aus über 80 Staaten nahmen an den Wettbewerben teil. Die Spiele waren das größte internationale Sportereignis in Alaska. Die Wettkämpfe im Eiskunstlaufen zogen täglich zwischen 4.500 und 5.000 Besuchern an, das Doppelte der erwarteten Zahl. Mehr als 6.000 Freiwillige sorgten für den reibungslosen Ablauf der Spiele.
Die Delegation der USA bestand aus 472 Athleten aus allen Bundesstaaten.

## Programm
Die Eröffnungsfeier und die Schlusszeremonie wurden von Tam Warner entworfen und sowohl vom Organisationskomitee als auch von der Familie Shriver sehr positiv aufgenommen.
Während der Spiele fand im US-Senat eine Anhörung zum Gesundheitszustand von geistig beeinträchtigten Menschen statt. Höhepunkt war der Bericht des Surgeon General of the United States (deutsch Sanitätsinspekteur der Vereinigten Staaten). Er übt die Leitungsfunktion des United States Public Health Service aus und gilt als die Person, die zu allen Angelegenheiten des öffentlichen Gesundheitsdienstes gegenüber der Regierung der Vereinigten Staaten Stellung nimmt. Als Konsequenz wurde festgehalten, dass die Qualität der Gesundheitsversorgung und -vorsorge für Menschen mit geistiger Beeinträchtigung dringend verbesserungsbedürftig sei.
Beim Weltjugendgipfel / Global Youth Summit kommen Jugendliche mit und ohne Beeinträchtigung zu einem Gedankenaustausch zusammen. Das erste Treffen dieser Art fand 2001 bei den World Winter Games in Anchorage statt und wurde über Nickelodeon Television (Nick News) ausgestrahlt.

## Motto und Logo
Das Motto lautete Challenging New Frontiers (deutsch: Neue Grenzen austesten).

## Kosten
Das Organisationskomitee sammelte 17 Millionen Dollar für die Durchführung der Spiele. Etwa 4 Millionen davon blieben der Stadt Ancorage für Investitionen in Orte wie Kincaid, Alyeska und Hilltop. Die lokale Wirtschaft hatte einen zusätzlichen Umsatz von 21,8 Millionen Dollar.
Finanzielle Mittel vom U.S. Department of State’s Bureau of Educational and Cultural Affairs in Höhe von 1,45 Millionen US-Dollar wurden für die Bereitstellung von Unterkünften für alle Athleten verwendet.